# Episodi di Smallville (nona stagione)
La nona stagione della serie televisiva Smallville è andata in onda sul canale statunitense The CW dal 25 settembre 2009 al 14 maggio 2010. In Italia è stata trasmessa in prima assoluta sul canale a pagamento Steel, della piattaforma Mediaset Premium, dal 15 marzo al 2 agosto 2010. Nelle repliche in chiaro, in onda su Italia 1 dal 23 marzo 2011, non è stato trasmesso il terzo episodio, né in prima tv né nelle repliche successive.
L'episodio undici dura il doppio rispetto ad ogni altro episodio tanto da essere considerato come due diversi episodi.
L'antagonista principale è il Maggiore Zod, interpretato da Callum Blue che per questa stagione farà parte del cast principale.
| nº | Titolo originale | Titolo italiano             | Prima TV USA      | Prima TV Italia |
| -- | ---------------- | --------------------------- | ----------------- | --------------- |
| 1  | Savior           | Un destino diverso          | 25 settembre 2009 | 15 marzo 2010   |
| 2  | Metallo          | Metallo                     | 2 ottobre 2009    | 22 marzo 2010   |
| 3  | Rabid            | Rabbia virale               | 9 ottobre 2009    | 29 marzo 2010   |
| 4  | Echo             | Il ritorno del Giocattolaio | 16 ottobre 2009   | 5 aprile 2010   |
| 5  | Roulette         | Gioco d'azzardo             | 23 ottobre 2009   | 12 aprile 2010  |
| 6  | Crossfire        | Fuoco incrociato            | 30 ottobre 2009   | 19 aprile 2010  |
| 7  | Kandor           | Kandor                      | 6 novembre 2009   | 26 aprile 2010  |
| 8  | Idol             | Il simbolo                  | 13 novembre 2009  | 3 maggio 2010   |
| 9  | Pandora          | Fuga dal futuro             | 20 novembre 2009  | 10 maggio 2010  |
| 10 | Disciple         | Il discepolo                | 29 gennaio 2010   | 17 maggio 2010  |
| 11 | Absolute Justice | Giustizia assoluta          | 5 febbraio 2010   | 24 maggio 2010  |
| 12 | Warrior          | Il guerriero                | 12 febbraio 2010  | 31 maggio 2010  |
| 13 | Persuasion       | Persuasione                 | 19 febbraio 2010  | 7 giugno 2010   |
| 14 | Conspiracy       | Complotto alieno            | 26 febbraio 2010  | 14 giugno 2010  |
| 15 | Escape           | Fuga romantica              | 2 aprile 2010     | 21 giugno 2010  |
| 16 | Checkmate        | Checkmate                   | 9 aprile 2010     | 28 giugno 2010  |
| 17 | Upgrade          | Potenziamento               | 16 aprile 2010    | 5 luglio 2010   |
| 18 | Charade          | Sciarada                    | 23 aprile 2010    | 12 luglio 2010  |
| 19 | Sacrifice        | Sacrificio                  | 30 aprile 2010    | 19 luglio 2010  |
| 20 | Hostage          | La regina rossa             | 7 maggio 2010     | 26 luglio 2010  |
| 21 | Salvation        | Il libro di Rao             | 14 maggio 2010    | 2 agosto 2010   |

## Un destino diverso
- Titolo originale: Savior
- Diretto da: Kevin Fair
- Scritto da: Kelly Souders e Brian Peterson

### Trama
Sono passate tre settimane dalla sconfitta di Doomsday e Chloe è ancora in cerca di Lois: la reporter riceve la visita del dottor Hamilton, che le dice che Bart, Oliver e Dinah sono spariti dalla circolazione sentendosi colpevoli per la morte di Jimmy. Lois ricompare su una monorotaia, dove viene attaccata da una donna, una kryptoniana di nome Alia: il mezzo deraglia ma viene salvata da Clark. Questi, alla Fortezza, ha ripreso l'addestramento con Jor-El, ma non essendosi ancora completamente separato dalla sua parte umana è ancora incapace di volare. Chloe ritrova Lois in ospedale, ma quest'ultima ha completamente perso la cognizione del tempo: pensa infatti che sia il giorno del suo appuntamento telefonico con "la macchia". Il globo ha liberato i kryptoniani, i superstiti della città di Kandor, guidati da delle versioni giovani di Faora e di Zod (che ha solo il grado di maggiore). I kandoriani si sono stabiliti nel castello dei Luthor con Tess come loro prigioniera, tuttavia non hanno gli stessi poteri di Clark. Lois, tornata sul luogo dell'incidente, scopre, grazie ad un uomo di nome John Corben, che è stata via per tre settimane. Chloe trova l'anello della Legione che Lois ha usato e assieme al dottor Hamilton capisce quello che è accaduto; la ragazza spiega poi a Clark cosa è successo alla cugina, l'anello l'aveva condotta nel futuro, è riuscita a tornare nel presente ma chiaramente anche Alia viene dallo stesso futuro in cui è stata Lois ed è riuscita a seguirla giungendo nella loro linea temporale. Lois ritrova Oliver: i due vengono raggiunti da Alia che ha attaccato, ma appena giunge Clark lui combatte contro la kryptoniana portandola nel fienile della sua fattoria, infatti aveva attaccato Lois solo per attirare l'attenzione di Clark. Quest'ultimo nota che Alia ha un orologio uguale al suo, Alia gli spiega di essere giunta dal futuro per punirlo del suo tradimento, Alia getta per terra della kryptonite blu che toglie i poteri a entrambi, lei tenta di uccidere Clark ma nello scontro rimane uccisa lei stessa. Prima di morire Alia gli chiede perdono per qualche strano motivo. Zod e i kandoriani lasciano il castello dei Luthor facendo perdere le loro tracce, Tess in realtà si era fatta sequestrare di proposito tenendo d'occhio gli interni del castello con delle videocamere, ma Zod chiaramente lo aveva intuito e infatti i kandoriani hanno cancellato tutti i file video dalle telecamere. Chloe chiede a Clark di tornare indietro nel tempo e salvare Jimmy, ma l'alieno rifiuta. John Corben prende il posto di Clark al Planet, intanto Lois riceve una telefonata dalla "macchia" ovvero Clark. Quando Lois va a dormire fa uno strano sogno dove Alia cerca di farle del male, vede anche Chloe morta inoltre Lois fa l'amore con Clark, evidentemente Lois sta rievocando le esperienze vissute nel futuro in cui era stata. 
- Special guest star: Brian Austin Green (John Corben).
- Altri interpreti: Alessandro Juliani (Dott. Emil Hamilton), Terence Stamp (Jor-El, voce), Adrian Holmes (Luogotenente di Zod), Sharon Taylor (Faora), Monique Ganderton (Alia).

## Metallo
- Titolo originale: Metallo
- Diretto da: Mairzee Almas
- Scritto da: Don Whitehead e Holly Henderson

### Trama
John Corben viene investito; al suo risveglio alcune parti del suo corpo sono robotiche ed è alimentato da un cuore alla kryptonite. Chloe trova Lois a casa di Clark e si arrabbia con questi accusandolo di aver troncato solo alcuni rapporti e di non dedicarsi seriamente al suo addestramento. John arriva all'ospedale, dove viene visitato da Hamilton, ma successivamente fugge; il medico informa allora Clark, mentre il reporter decide di uccidere "la macchia". Tess scopre il laboratorio dove John è stato reso un cyborg e capisce che si tratta di un tentativo dei kandoriani di riottenere i loro poteri. Lois scopre che Corben è il cyborg che ha attaccato l'ospedale e non appena informa "la macchia" viene rapita proprio dall'androide; Clark, grazie a Chloe, scopre dove si trovano e, seppur con qualche difficoltà, riesce a fermare John. Il giovane Kent decide di tornare al Planet mentre l'assistente di Tess, Stuart, le comunica di aver scoperto centinaia di stemmi di famiglie kandoriane sparsi in tutto il mondo: in quello degli El si vede anche una persona.
- Special guest star: Brian Austin Green (John Corben).
- Altri interpreti: Alessandro Juliani (Dottor Emil Hamilton), Ryan McDonell (Stuart).

## Rabbia virale
- Titolo originale: Rabid
- Diretto da: Michael Rohl
- Scritto da: Jordan Hawley

### Trama
Clark si risveglia a casa di Chloe: la città è deserta e Lois, al Planet, è diventata una zombie. Dodici ore prima Clark si incontra con Oliver e i due hanno un'altra discussione; nel frattempo Tess viene attaccata da alcuni suoi sottoposti trasformati in zombie e viene trasformata anche lei. Clark chiede allora aiuto a Chloe e Emil e, nonostante si precipiti al Planet, non riesce a impedire che anche Lois venga contagiata. Oliver scopre una microcamera nella fibbia della cintura e sospetta di Tess. Il dottor Hamilton, analizzando con Chloe il sangue di Tess, scopre che in esso è presente lo stesso enzima che c'era nel sangue di Davis. Lois e Clark vengono raggiunti da Oliver; il giovane Kent torna dunque da Chloe e Emil per aiutarli a trovare un antidoto grazie al suo sangue. Oliver confessa a Lois che gli manca molto ma la ragazza si trasforma e scappa. Emil e Chloe riescono a diffondere il vaccino: il dottore chiede allora a Chloe perché stia spiando i membri della Justice League e la ragazza gli risponde che lo fa per proteggerli, dato che da divisi sono più vulnerabili. Clark raggiunge Lois e riesce a esporla all'antidoto. Oliver, dopo un altro incontro poco amichevole con Clark, distrugge l'uniforme di Freccia Verde. Coates, responsabile dell'epidemia, viene ripreso da Zod, cui dice di aver trovato un altro kryptoniano: il dottore mostra dunque il simbolo degli El a Zod, che giunge a ritenere che Jor-El sia riuscito a ottenere i suoi poteri e a precluderli a loro; fatto questo uccide il suo sottoposto.
- Altri interpreti: Alessandro Juliani (Dottor Emil Hamilton), Cameron Bancroft (Dottor Coates), Adrian Holmes (Luogotenente di Zod), Sharon Taylor (Faora).
- Nota. Questo è il primo episodio nel quale il gruppo di supereroi viene chiamato esplicitamente "Justice League".

## Il ritorno del Giocattolaio
- Titolo originale: Echo
- Diretto da: Wayne Rose
- Scritto da: Bryan Miller

### Trama
Clark sventa un attentato dinamitardo in una fabbrica delle industrie Queen e si accorge di essere in grado di leggere nel pensiero: su consiglio di Chloe si rivolge a Jor-El, che gli dice di avergli dato temporaneamente questo potere per sviluppare la sua intuizione kryptoniana. Clark e Lois cominciano ad indagare sull'attentato e il giovane Kent, sfruttando la sua nuova abilità, ottiene un appuntamento con Lois. Tess recupera Oliver in Messico mentre Clark scopre che l'attentatore è Winslow Schott, il Giocattolaio. Alla serata per gli azionisti di Tess e Oliver, Clark tenta di scusarsi con Lois; poco dopo perde il potere di leggere la mente mentre Oliver viene informato dal Giocattolaio che dovrà confessare l'omicidio di Lex o farà esplodere una bomba. Clark e Chloe riescono a salvare la situazione ma Oliver tenta comunque il suicidio con la bomba dopo essere rimasto da solo nell'edificio. Clark gli dice di avere ancora fiducia in lui mentre Tess, dopo avergli intimato di lasciare in pace Oliver, incarica Winslow di scoprire il funzionamento del cuore alla kryptonite di John Corben. Clark, infine, riesce a farsi perdonare da Lois. 
- Altri interpreti: Chris Gauthier (Winslow Schott/Giocattolaio), Terence Stamp (Jor-El, voce), Ayron Howey (Lex Luthor)

## Gioco d'azzardo
- Titolo originale: Roulette
- Diretto da: Kevin Fair
- Scritto da: Genevieve Sparling

### Trama
Oliver, ancora vittima della sua spirale autodistruttiva, incontra in un casinò una donna che gli dà una pillola rossa; al suo risveglio il miliardario scopre di essere chiuso in una bara. Successivamente riesce ad uscire e viene sottoposto ad una serie di prove di sopravvivenza. Lois e Clark, intanto, si mettono sulle sue tracce. Oliver riesce a tornare al casinò ma Victoria, la ragazza della sera prima, viene uccisa e lui arrestato. Lois vede il video in cui Oliver tenta di uccidersi con la bomba di Winslow e si arrabbia con Clark, che intanto scopre una traccia. Oliver viene informato da un agente dell'FBI sulle modalità del suo rapimento: dopo aver perso tutti i suoi soldi viene salvato da Clark. Lois ritrova Victoria mentre Clark e Chloe scoprono dei kandoriani. Oliver riesce a salvare sia Lois che Victoria e la donna le spiega che lo ha fatto per far rinascere Freccia Verde: Oliver capisce allora che è stato tutto un piano di Chloe, che ringrazia per averlo salvato. Oliver e Lois fanno pace mentre Clark, grazie a Jor-El, scopre che sono molti i kandoriani sulla Terra. Oliver, infine, ricomincia a pattugliare Metropolis assieme a Clark.
- Altri interpreti: Steph Song (Victoria Sinclair).

## Fuoco incrociato
- Titolo originale: Crossfire
- Diretto da: Michael Rohl
- Scritto da: Don Whitehead e Holly Henderson

### Trama
Lois viene aiutata da Clark al provino per un talk show e vengono assunti entrambi; Chloe, in accordo col giovane Kent, si mette nel frattempo alla ricerca dei kandoriani. Oliver decide di aiutare Mia, una giovane prostituta con uno straordinario talento combattivo, a cambiare vita. Tess nel castello dei Luthor organizza un ricevimento per la presentazione di un progetto basato sullo sfruttamento dell'energia solare, che consiste nella realizzazione di due torri che sorgeranno su Metropolis, ma poi tra gli invitati Zod si presenta come l'amministratore delegato dell'impresa socia della LuthorCorp che comparteciperà per la realizzazione del progetto; successivamente incarica uno dei suoi uomini di sequestrare Tess in modo da costringerla a rivelargli la posizione della "macchia". Oliver confessa a Lois, durante le riprese del servizio suo e di Clark, di amarla ancora, ma la reporter, lontano dalle telecamere, gli confessa di amarlo. Mia tradisce Oliver per saldare il debito col suo protettore, che rapisce sia lui che Lois; Clark accorre e riesce a salvare tutti nei panni della "macchia". Mentre Zod è in una caffetteria riceve una piastrina militare sporca di sangue, era del soldato che aveva incaricato di torturare Tess, quest'ultima lo ha ucciso. Chloe convince Stuart, l'assistente di Tess, a lavorare assieme a lei mentre Oliver dà una seconda possibilità a Mia. Clark infine, quando una Lois furente gli dice di essere stata sostituita al talk show da Catherine (la donna intervistata da lui), la bacia.
- Altri interpreti: Elise Gatien (Mia Dearden), Ryan McDonell (Stuart Campbell), Emilie Ullerup (Catherine Grant).

## Kandor
- Titolo originale: Kandor
- Diretto da: Jeannot Szwarc
- Scritto da: Al Septien e Turi Meyer

### Trama
Venti anni addietro Zod, il suo plotone e Jor-El assistono alla distruzione di Kandor; nel presente il maggiore dice ai suoi uomini che quel giorno lo scienziato li tradì e che è giunto il momento di vendicarsi. Il globo infatti venne creato a Jor-El e conteneva il proprio DNA, così come quello di Zod e dei soldati del suo plotone, con lo scopo di mandarlo sulla Terra e generare dei cloni di loro perfetti che potessero abitare la Terra. Il figlio di Zod morì su Kandor, quindi rassegnato dal fatto di averlo perso chiese a Jor-El di clonarlo nel globo almeno nella consolazione che il clone di Zod potesse ricongiungersi con un'altra versione del figlio perduto, ma Jor-El si rifiutò di farlo, cosa che spinse Zod a diventare l'essere malvagio che è ora. Zod chiede a Tess di portargli Jor-El, che il maggiore ritiene "la macchia"; Clark e Oliver, nel frattempo, scoprono che il padre del primo è arrivato sulla Terra: si trova, infatti, alla fattoria. Chloe lo incontra e comincia a parlargli di cosa è successo a Krypton e a Zod, e che quest'ultimo ha portato il loro pianeta alla distruzione, inoltre Jor-El scopre da Chloe di avere un figlio ovvero Clark, infatti sono solo dei cloni e non conoscono ciò che è accaduto alle loro versioni originali, essi ricordano solo quello che avvenne prima del prelievo del DNA usato nel processo di clonazione. Jor-El successivamente viene rapito e condotto da Tess che gli propone di salvare il figlio fingendosi "la macchia". Zod cattura Jor-El e lo tortura, quest'ultimo gli dice che tutti loro non hanno poteri in quanto trattò il loro DNA con la kryptonite blu (Jor-El ha soppresso i poteri dei cloni per tutelare i terrestri sapendo che non sarebbero riusciti a difendersi dai kandoriani nella peggiore delle ipotesi). Jor-El gli rivela che fu proprio lui a distruggere Krypton, o per meglio lo Zod originale, infatti i loro alter-ego hanno proseguito le loro vite, mentre Jor-El e Zod sono semplicemente dei cloni. Sentendo queste parole Zod capisce allora che il Jor-El originale ha avuto un figlio, il quale è in realtà "la macchia". Clark rivela a una compiaciuta Tess la sua natura aliena minacciando di ucciderla se non lo aiuta a ritrovare il padre: Jor-El in fin di vita, alla fattoria, dice al figlio di essere fiero di lui e gli chiede di salvare Zod, dopodiché muore tra le sue braccia. 
- Altri interpreti: Julian Sands (Jor-El), Adrian Holmes (Luogotenente di Zod), Sharon Taylor (Faora), Monique Ganderton (Alia).
- Nota. Durante il flashback all'inizio della puntata, Zod menziona un nemico dei kriptoniani, Black Zero; nelle storie a fumetti di Superman questo è il nome di una cellula criminale di Kripton formata da cloni.

## Il simbolo
- Titolo originale: Idol
- Diretto da: Glen Winter
- Scritto da: Anne Cofell Saunders

### Trama
Clark e Lois scoprono un tentativo di emulazione della "macchia" che però non va a buon fine; i responsabili, i gemelli Jayna e Zan, possiedono dei poteri (la ragazza è capace di trasformarsi in qualsiasi animale, il ragazzo in acqua) e durante un altro salvataggio causano un blackout. Clark li rintraccia grazie al telefono di Jayna e li porta alla Watchtower, dove Chloe spiega loro che se vogliono aiutare "la macchia" devono essere più attenti. L'eroe si scusa con Lois ma a causa di un altro problema elettrico la reporter capisce che si tratta di Clark. Nel frattempo il procuratore distrettuale sfida "la macchia" a uscire allo scoperto, dati gli ultimi eventi causati da lui, ma Lois interviene e convince la folla della bontà dell'eroe. Successivamente l'uomo, invischiato in loschi affari, getta Lois giù dal palazzo del Planet e Clark, grazie all'aiuto dei gemelli e di Chloe, riesce a salvarla e a convincerla di non essere "la macchia", nonché a fermare l'uomo. La "macchia" successivamente fa visita ai due ragazzi spingendoli a diventare loro stessi degli eroi anche se con prudenza. Clark dice a Lois che il suo "grande segreto" è che è miope: la reporter risponde baciandolo, ma durante il bacio ha visioni del futuro, come avviene spesso negli ultimi tempi, e sviene.
- Altri interpreti: David Gallagher (Zan), Allison Scagliotti-Smith (Jayna), Dylan Neal (Procuratore distrettuale Ray Sacks).

## Fuga dal futuro
- Titolo originale: Pandora
- Diretto da: Morgan Beggs
- Scritto da: Drew Landis e Julia Swift

### Trama
Lois, ancora svenuta, viene rapita da Tess e Stuart: questi, usando il macchinario del Summerholt per il recupero della memoria, scoprono cosa la reporter ha fatto durante il suo viaggio nel futuro. Qui i kandoriani sono riusciti a mettere le mani sulla torre a energia solare progettata da Tess e, grazie al sole divenuto rosso proprio a causa della struttura, hanno ottenuto i loro poteri e li hanno fatti perdere a Clark. I kandoriani sono praticamente dei tiranni, gli umani cono costretti a piegarsi alle loro regole senza la possibilità di difendersi. Alia prende di mira Lois e dunque Clark le dà il suo orologio convincendola a lasciare in pace l'amica, Clark informa Lois che è passato circa un anno dal suo scontro con Tess e che deve conservare l'anello della Legione a qualunque costo. Nel presente Clark scopre che è stata Tess a rapire Lois e si mette a cercarla; la donna, nel frattempo, ha collegato la sua mente a quella della reporter in modo da vedere il comportamento che Zod adotterà in futuro. Qui Chloe e Oliver salvano Lois e Clark dall'esecuzione e Tess, nello scontro, viene uccisa da Chloe, in punto di morte Tess confessa ad Oliver di essersi schierata coi kandoriani per il bene del pianeta. Tess si sveglia: Stuart si rifiuta di cancellare la memoria di Lois e la donna gli spara; in quel momento Clark arriva e a causa della kryptonite presente si connette alla mente della reporter. Nel futuro i due fanno l'amore; il mattino dopo Lois, Chloe e Oliver tornano alla Watchtower e attivano un virus elettronico con cui disattivare la torre. Chloe viene uccisa da Alia, la torre viene disattivata e Clark e Zod si uccidono a vicenda, mentre Lois torna nel presente con l'anello della Legione e Alia fa in tempo a prenderla per mano seguendola dunque nel suo viaggio nel tempo. Lois si riprende grazie al dottor Hamilton, che le cancella la memoria (i ricordi del futuro ne mettevano in pericolo la salute) e accetta di mettersi con Clark, che decide di ascoltare il padre e tentare di redimere Zod. Una volta incontratolo, il maggiore ordina ai suoi uomini di inginocchiarsi davanti a Kal-El. 
- Altri interpreti: Ryan McDonell (Stuart Campbell), Alessandro Juliani (Dottor Emil Hamilton), Adrian Holmes (Luogotenente di Zod), Sharon Taylor (Faora), Monique Ganderton (Alia).

## Il discepolo
- Titolo originale: Disciple
- Diretto da: Mairzee Almas
- Scritto da: Jordan Hawley

### Trama
Lois, dopo una serata con Clark, viene attaccata da un arciere molto simile a Freccia Verde. Zod chiede a Clark di aiutare i kandoriani a recuperare i loro poteri, ma il giovane Kent è molto titubante. Lois, in ospedale, confessa l'attacco subito a Clark e Chloe informa Oliver, che riconosce tecnica e freccia usate. Zod fa visita a Lois, dicendole che quando si sarà rimessa le spiegherà la storia di Clark. Oliver, che ha cominciato ad indagare, caccia Mia da casa sua. Chloe, alla Watchtower, viene attaccata dall'arciere, Vortigan, che all'arrivo di Clark fugge e si dirige da Mia. Chloe confessa a Clark di aver aiutato Oliver a ritornare Freccia Verde e successivamente i due scoprono chi è l'arciere. Oliver raggiunge Vortigan, che gli ordina di ucciderlo, essendo ormai sulla via del tramonto, come da tradizione della loro setta, prendendo in ostaggio Mia. Clark interviene e salva Mia da Vortigan, che viene sconfitto dall'ex allievo. Oliver riaccoglie Mia mentre Clark va da Zod: dopo avergli detto che deve lasciare stare Lois, il maggiore e la sua luogotenente si mettono alla ricerca del libro di Rao, con cui riottenere i loro poteri.
- Altri interpreti: Elise Gatien (Mia Dearden), Steve Bacic (Vortigan), Sharon Taylor (Luogotenente di Zod).
- Nota. Il personaggio di Vordigan è ispirato a quello di Malcolm Merlyn, antagonista di Freccia Verde.

## Giustizia assoluta

### Prima parte
- Titolo originale: Absolute Justice
- Diretto da: Glen Winter
- Scritto da: Geoff Johns

#### Trama
Chloe viene seguita da un uomo che la riconosce come Watchtower: costui si presenta come Sylvester Pemberton e spiega che deve rimettere insieme una squadra, ma subito dopo i due vengono attaccati e l'uomo rimane ucciso. Clark e Chloe cominciano quindi a indagare sul passato di Pemberton, scoprendo il suo legame con altre persone che vennero sistematicamente arrestate, ognuno con accuse prive di fondamento, ma che si coprirono a vicenda. Il reporter, seguendo gli indizi, arriva ad un museo chiuso al pubblico dove incontra Carter Hall, membro di tale gruppo che gli è apertamente ostile, e Kent Nelson, altro membro con evidenti problemi psichici; il giovane Kent, usando la vista a raggi X, vede che nella borsa di quest'ultimo c'è un elmo che ha vita propria, ma proprio in quel momento viene bruscamente invitato da Carter ad andarsene. Chloe e Oliver ritrovano la macchina di Pemberton, al cui interno scovano un diario con tutte le informazioni sulla Justice League. Dopo vari scontri tra i due gruppi Nelson, che si è intanto trasformato in Dottor Fate, rivela a Clark l'esistenza della Justice Society of America, il precedente gruppo di supereroi, ed insieme a Carter Hall/Hawkman gli spiega che tutti loro sono sotto attacco da parte di Icicle Jr., un uomo capace di controllare il ghiaccio che cerca di vendicare suo padre, che fu sconfitto e ridotto in stato vegetativo da Hall.
- Altri interpreti: Phil Morris (John Jones/Martian Manhunter), Jim Shield (Sylvester Pemberton/Star-Spangled Kid), Michael Shanks (Carter Hall/Hawkman), Brent Stait (Kent Nelson/Doctor Fate), Ken Lawson (Wesley Dodds/Sandman), Britt Irvin (Courtney Whitmore/Stargirl), Alessandro Juliani (Dottor Emil Hamilton), Wesley Macinnes (Cameron Mahkent/Icicle Jr.), Rick Dietrich (Joar Mahkent/Icicle).

### Seconda parte
- Titolo originale: Absolute Justice part 2: Legends
- Diretto da: Tom Welling
- Scritto da: Geoff Johns

#### Trama
Lois, mentre si trova al Daily Planet, riceve un pacco da un'organizzazione misteriosa contenente informazioni sui membri della JSA. Intanto i due gruppi di supereroi decidono di collaborare, ma nel tentativo di catturare Icicle, Doctor Fate viene ucciso dallo stesso Icicle poco dopo aver lanciato un incantesimo a John Jones. In seguito Icicle stacca la spina a suo padre dicendogli di volergli bene e in seguito indossa l'elmo del Doctor Fate che diventa azzurro. Poco dopo Icicle attacca la Watchtower, Clark e la squadra però,con l'aiuto di John Jones che ha riacquistato i suoi poteri, riescono a sconfiggere il loro nemico. Carter alla fine decide che continuerà a fare l'eroe reclutando i membri sopravvissuti della JSA e i figli o protetti di questi ultimi. Lois mostra a Clark il suo articolo su Hawkman ed il suo gruppo rivelando al mondo la verità. La donna che ha dato a Lois quelle informazioni, l'agente Amanda Waller, è in realtà il capo di un'organizzazione chiamata Chekmate di cui Icicle fa parte e dopo che la Waller lo ammette nella"Squadra Suicida", questa gli spara in testa. Di questa squadra fa parte anche Tess.
- Special guest star: Pam Grier (Agente Amanda Waller).
- Altri interpreti: Phil Morris (John Jones/Martian Manhunter), Michael Shanks (Carter Hall/Hawkman), Brent Stait (Kent Nelson/Doctor Fate), Britt Irvin (Courtney Whitmore/Stargirl), Wesley Macinnes (Cameron Mahkent/Icicle Jr.), Rick Dietrich (Joar Mahkent/Icicle).

## Il guerriero
- Titolo originale: Warrior
- Diretto da: Allison Mack
- Scritto da: Bryan Q. Miller

### Trama
Ad una fiera del fumetto Alec Abrams, un ragazzino appassionato di Warrior Angel, riesce a rubare un numero rarissimo sulle avventure del supereroe: dopo averlo aperto si trasforma in Stephen Swift, un ragazzo dotato di molti poteri che salva e stringe amicizia con Chloe. Clark, giunto sul posto per Lois, si incontra con Zatanna, che gli chiede di aiutarla a recuperare l'albo rubato da Alec, che in realtà è un oggetto maledetto dal padre della maga. Clark e Zatanna ritrovano il fumetto e il reporter respinge le avances della maga. Clark e Lois scoprono che è stato Alec a rubare il fumetto e grazie a loro anche Chloe: questa tenta di convincerlo a rinunciare ai suoi poteri, ma il pericolo scatena la trasformazione del ragazzo da cui nasce Devilicus, nemico di Warrior Angel, come scritto nelle ultime pagine del numero. Zatanna libera Alec dalla maledizione mentre Clark salva Chloe.
- Altri interpreti: Serinda Swan (Zatanna), Owen Best (Alec Abrams), Carlo Marks (Stephen Swift/Warrior Angel).
- Nota. Il costume che Clark porta a Lois è chiaramente ispirato a quello di Wonder Woman, famosa supereroina della Justice League, mentre il ritratto che Alec ha fatto alla "Macchia" è praticamente identico a Superman; sempre alla fiera, Lois rivolge ad alcuni ragazzi il saluto del dottor Spock.

## Persuasione
- Titolo originale: Persuasion
- Diretto da: Christopher Petry
- Scritto da: Anne Cofell Saunders

### Trama
Il giorno di San Valentino Clark e Lois conducono delle ricerche sulla società Rao, che sta realizzando le torri a energia solare; il reporter, tuttavia, entra in contatto con una strana sostanza grazie alla quale riesce a far fare agli altri ciò che vuole. Lois, colpita dall'effetto, si licenzia dal Planet, in modo da soddisfare Clark che voleva una relazione più tradizionale; successivamente anche Chloe viene colpita, e la ragazza si concentra allora solo sulla protezione dell'amico. Questi si rivolge a Faora e Alia per scoprire chi abbia ucciso Jor-El, ma le due lo mettono in guardia dalla possibile reazione di Zod. Il kandoriano dice a Tess di aver scoperto che sta aiutando Clark. Questi scopre cosa è successo a Lois e parlando con Emil, anche lui caduto sotto l'influsso, decide di sfruttare il suo potere per farsi dire da Zod chi ha ucciso Jor-El: secondo Zod è stata Tess. Clark, influenzato dal suo stesso potere, arriva quasi ad ucciderla, ma Chloe libera sé stessa e il suo amico dall'influsso grazie alla kryptonite. Alia confessa a Zod di aver ucciso lei Jor-El (questo spiega perché la versione di lei venuta da futuro si era scusata con Clark) e il maggiore, su richiesta della stessa Alia, la uccide sparandole. Clark, dopo un'altra discussione con Zod, distrugge le torri ad energia solare.
- Altri interpreti: Sharon Taylor (Faora), Monique Ganderton (Alia), Alessandro Juliani (Dottor Emil Hamilton).

## Complotto alieno
- Titolo originale: Conspiracy
- Diretto da: Turi Meyer
- Scritto da: Al Septien e Turi Meyer

### Trama
Vala, sorella di Faora, viene rapita; quest'ultima, pertanto, chiede aiuto a Clark. Tess comunica a Oliver che qualcuno, in una filiale di quest'ultimo, sta rubando molti fondi. Clark incrocia Zod e questi gli dice che sono stati rapiti altri kandoriani; il maggiore lo accusa quindi di preoccuparsi solo degli umani. Il rapitore di Vala le dice di sapere che i kandoriani sono degli alieni e che per questo vuole sterminarli. Oliver va da Chloe e questa confessa di avergli preso quei soldi. Faora confessa a Clark che Vala e gli altri kandoriani rapiti stavano conducendo degli esperimenti sugli umani per riacquistare i loro poteri. Il rapitore dei kandoriani, il dottor Bernard Chisholm, si rivolge a Lois per diffondere la notizia della presenza degli alieni sulla Terra e al suo rifiuto la rapisce e la porta al suo laboratorio; qui le rivela che Vala e i kandoriani lo hanno riportato in vita ma che ora la sua mente non è più normale. Chloe mostra a Oliver di aver usato i suoi soldi per costruire armi alla kryptonite con cui uccidere i kandoriani in caso di bisogno. Zod raggiunge Lois ma Chisholm gli spara; Clark salva Vala e Lois mentre Chisholm rimane ucciso. La ferita d'arma da fuoco non lascia scampo a Zod, egli sta per morire, ma Clark istintivamente si autoinfligge una ferita alla propria mano destra con della kryptonite e fa colare il suo sangue sulla ferita guarendolo. Oliver sposta l'arsenale di Chloe prima che Tess lo trovi. Lois continua a ricevere degli SMS firmati da un certo "The Wall", membro della Checkmate. Zod ringrazia Clark di averlo salvato, dicendogli che ora si fida di lui ma, rimasto solo, Zod si butta da un tetto librandosi in volo: il sangue di Clark reagendo col suo quando aveva guarito la ferita gli ha conferito i poteri kryptoniani che fin dall'inizio desiderava. 
- Altri interpreti: Sharon Taylor (Faora), Crystal Lowe (Vala), JR Bourne (Bernard Chisholm), Nicholas Carella (Dottor Flores), Sarah Afful (Molly Nichols), Sean Rogerson (Lenkov).

## Fuga romantica
- Titolo originale: Escape
- Diretto da: Kevin Fair
- Scritto da: Genevieve Sparling

### Trama
Clark e Lois passano il weekend in un bed&breakfast; l'ostello è però colpito da una maledizione, a causa della quale le donne che vi si trovano vengono possedute da uno spirito e uccidono i loro uomini. I due incontrano Oliver e Chloe, ormai vicini da diverso tempo e anche loro ospiti del b&b. Tess e Zod si incontrano al fienile di Clark: la donna vedendo il kandoriano particolarmente soddisfatto intuisce che lui ha acquisito i poteri kryptoniani che bramava, ne trova conferma sparandogli, Zod infatti blocca con la mano la pallottola. Zod tenta di ucciderla non tollerando che Tess abbia appena attentato alla sua vita, ma dato che Zod ignorava che i suoi nuovi poteri rendessero la kryptonite letale per lui Tess la usa per indebolirlo. Benché abbia la possibilità di ucciderlo, finisce col baciarlo, infine Zod e Tess fanno l'amore. Chloe dice a Oliver di non volere una storia seria ed esce per fare una passeggiata, ma nel bosco viene posseduta; tornata all'albergo la reporter avvicina Clark, ma in quel momento Lois li scopre e viene posseduta anche lei. Clark e Chloe scoprono la storia di Silver Banshee e i due riescono a fermarla, salvando Oliver e Lois. Zod, fingendosi la "macchia", convince quest'ultima a cercare per lui informazioni su Tess.
- Altri personaggi: Odessa Rae (Maggie McDougal).

## Checkmate
- Titolo originale: Checkmate
- Diretto da: Tim Scanlan
- Scritto da: John Chisholm

### Trama
Tess finge di venir attaccata in modo da rapire Freccia Verde. Clark e Chloe cominciano ad indagare sulla sparizione di Oliver e si imbattono in John Jones, che però non collabora. Amanda Waller comunica a Oliver che il governo lo vuole nella Checkmate ma l'arciere riesce a fuggire. John scopre l'ubicazione della sede della Checkmate. Oliver torna alla Watchtower e lui, Clark e Chloe cominciano ad indagare sulla misteriosa organizzazione, sulla quale anche Pemberton li aveva messi in guardia. Tess scopre che Oliver è Freccia Verde mentre Clark scopre il coinvolgimento della donna nella Checkmate. John scopre che Amanda Waller ha un campione di sangue kandoriano e la donna lo imprigiona. Clark costringe Tess a dirgli quello che sa sulla Checkmate e la donna gli rivela che il loro obbiettivo non era Oliver ma Watchtower: Chloe, infatti, è stata rapita. John riesce a fuggire e Clark parla con Amanda, che gli ordina di unirsi a lei o ucciderà Chloe: il marziano distrugge il campione di sangue e scatta l'allarme, che permette a Clark di salvare Chloe. John cancella la memoria di Amanda e Tess chiede aiuto a Oliver per uscire dalla Checkmate, ma il ragazzo non si fida e le intima di stare lontana dalla Justice League. Clark chiede a John per chi stia lavorando mentre Amanda trova una regina rossa sulla sua scacchiera.
- Altri personaggi: Pam Grier (Agente Amanda Waller), Phil Morris (John Jones/Martian Manhunter), Jonathan Lloyd Walker (Dottor Paul Brenner), Timothy E. Brummond (Agente Edward Lott).

## Potenziamento
- Titolo originale: Upgrade
- Diretto da: Michael Rohl
- Scritto da: Drew Landis e Julia Swift

### Trama
Lois scopre un laboratorio segreto; si verifica però un'esplosione, dalla quale viene salvata da John Corben, il cui cuore alla kryptonite era stato riattivato proprio in quel momento. Qualche tempo dopo Lois ritrova John, che le rivela che gli uomini di Tess lo hanno sottoposto ad un upgrade, grazie al quale può controllarsi ma che lo rende rintracciabile, e che deve trovare altra kryptonite per ricaricarsi. Clark, cercando la reporter, inala della kryptonite rossa e dopo aver scoperto l'arsenale di armi al meteorite di Chloe litiga violentemente con questa. Clark ritrova John, che viene però attaccato da Zod. Chloe scopre con Tess cosa è successo a Clark mentre questi si allea con Zod. John viene ricondotto al laboratorio mentre Clark e Zod cominciano a distruggere i depositi di armi alla kryptonite, per poi provocare una tempesta di neve a Seattle. Chloe e Tess scoprono dove sono Clark e Zod mentre i due si recano alla Fortezza; a questo punto gli chiede di aiutarlo a cercare il libro di Rao. John raggiunge la Fortezza su ordine di Chloe e fa rinsavire Clark. Tess informa Zod che alcuni kandoriani stanno organizzando una rivolta contro di lui per seguire Clark; il maggiore conduce allora gli uomini che gli sono ancora fedeli alla Fortezza e dà loro il suo sangue. 
- Altri interpreti: Brian Austin Green (John Corben/Metallo), Sharon Taylor (Faora).

## Sciarada
- Titolo originale: Charade
- Diretto da: Brian Peterson
- Scritto da: Holly Henderson e Don Whitehead

### Trama
Clark e Lois riescono ad imbucarsi alla festa di Ray Sacks, ex procuratore distrettuale incastrato proprio dai due appena uscito di galera; non appena i due si incrociano Lois colpisce Clark, e i due vengono licenziati dal nuovo redattore capo del Planet, Franklin Stern. Quella mattina questi aveva detto ai due che solo uno di loro avrebbe conservato il suo posto e li incarica appunto di entrare alla festa dell'ex magistrato, sebbene i due avessero programmato di passare la serata insieme; Lois allora chiede aiuto alla "macchia" in modo da proteggere Clark. Lois avvicina Sacks e viene salvata dalla "macchia"; un ragazzo però lo fotografa, visto che l'ex procuratore ha messo in palio un milione di dollari per chi riuscisse a dargli informazioni sul vigilante. Lois e Clark hanno quindi una discussione, ma alla festa Lois distrugge il cellulare con la foto della "macchia"; dopo il loro licenziamento, Lois viene rapita da un membro della Checkmate, Maxwell Lord, che ha radunato tutti coloro che hanno avuto a che fare con la "macchia" per ricostruirne, coi suoi poteri, l'aspetto. Clark li salva e Lois capisce l'importanza di non conoscere l'identità del vigilante. Maxwell Lord si incontra con la regina rossa. Chloe informa Clark che la falsa "macchia" era Zod e Clark decide di troncare i rapporti tra Lois e il vigilante, chiedendo poi alla ragazza se lui solo gli sia sufficiente. 
- Altri interpreti: Gil Bellows (Maxwell Lord), Dylan Neal (Ray Sacks), Blu Mankuma (Franklin Stern).

## Sacrificio
- Titolo originale: Sacrifice
- Diretto da: Kevin Fair
- Scritto da: Bryan Q. Miller, Justin Hartley e Walter Wong

### Trama
Tess attacca Chloe alla Watchtower e le due fanno scattare l'allarme, che le chiude nella struttura senza via d'uscita. Successivamente le due scoprono il vero motivo dell'attivarsi di Watchtower mentre Amanda Waller incarica Stuart Campbell, ora agente della Checkmate, di eliminare Tess. Zod e Oliver si incontrano alla tenuta Luthor: il kandoriano chiede al miliardario di unirsi a lui, dato che la Checkmate vuole usare Tess per arrivare ai kryptoniani, ma Freccia Verde rifiuta e i due si colpiscono a vicenda. Tess e Chloe riescono ad evadere sacrificando per sempre la struttura, mentre Clark mostra a Faora il diario di Jor-El, dove è scritto che Zod ha distrutto Krypton; la donna confessa allora al giovane Kent di essere incinta di Zod e che questi è alla ricerca del libro di Rao, contenente un enorme potere. La Checkmate rapisce quindi Faora e gli altri kandoriani ma Clark, informato da Oliver, li libera. Tess e Chloe si liberano della microspia impiantata nella prima, uccidendo Tess per poi rianimarla, poiché era l'unico modo per eliminare la microspia. Zod salva Faora ma viene fermato da Clark prima che uccida Amanda Waller. Faora rifiuta di sottomettersi a Zod e questi la uccide, scoprendo solo dopo che lei era incinta, prendendo coscienza di aver ucciso il proprio figlio. Zod successivamente attacca molte sedi della Checkmate uccidendo sia la Weller che Campbell; alla Fortezza il maggiore convince i suoi uomini che gli umani hanno ucciso Faora, sebbene Clark affermi il contrario, e dà inizio alla guerra.
- Altri interpreti: Pam Grier (Amanda Waller), Sharon Taylor (Faora), Ryan McDonnell (Stuart Campbell), Adrian Holmes (Basqat), Crystal Lowe (Vala), Jonathan Lloyd Walker (Paul Brenner).

## La regina rossa
- Titolo originale: Hostage
- Diretto da: Glen Winter
- Scritto da: Jordan Hawley e Anne Cofell Saunders

### Trama
Martha ritorna alla fattoria col suo nuovo fidanzato, Perry White; questi e Lois decidono di collaborare all'articolo sulla regina rossa. Maxwell Lord tortura Tess per scoprire l'ubicazione del libro di Rao. Perry chiede a Clark di poter sposare Martha; a cena Lois confessa tutto a Martha e se ne va, mentre la donna scopre le indagini del compagno sul libro di Rao. Oliver viene rapito assieme a Tess, accusandola di essere la regina rossa. Clark si incontra con Vala, che gli dice che la regina rossa è Tess e che il libro di Rao ha un potere immenso. Tess riesce a liberarsi dalla tortura virtuale di Maxwell Lord; l'uomo chiama un numero e successivamente crolla a terra. Clark tenta di intercettare la regina rossa, ma questa usa della kryptonite e fugge; Chloe gli comunica allora che Tess era ricoverata mentre lui veniva attaccato e che Watchtower è di nuovo operativa. La regina rossa, ovvero Martha, riesce a farsi consegnare da Tess il libro di Rao, mentre Perry riesce a far riassumere Lois e Clark al Planet. Quest'ultimo dice alla madre di sapere che è la regina rossa e le chiede il libro di Rao: la donna glielo consegna, dicendogli che l'oggetto ha il potere di trasferire tutti i kandoriani, lui compreso, in un altro piano dell'esistenza. 
- Altri interpreti: Annette O'Toole (Martha Kent), Michael McKean (Perry White), Gil Bellows (Maxwell Lord), Crystal Lowe (Vala).

## Il libro di Rao
- Titolo originale: Salvation
- Diretto da: Greg Beeman
- Scritto da: Al Septien e Turi Meyer

### Trama
Zod finge di essere la "Macchia" e chiede a Lois di fermare Clark, ormai prossimo a scoprirlo. Questi mostra a Chloe il libro di Rao e le spiega i suoi poteri, dicendole che comunque non intende lasciare la Terra; la ragazza allora gli dice che forse Jor-El lo voleva preparare proprio a questo ultimo, estremo sacrificio. Zod arriva alla Fortezza: qui vi incontra Tess e i due cominciano a combattere. Giunge anche Clark, che dice al padre di voler salvare la Terra: Zod gli dice che Jor-El non lo può più aiutare ma Clark tenta di convincerlo a non scatenare la guerra, ma è tutto inutile, ha ucciso Faura e il figlio che aspettava, ormai non ritiene che per lui ci sia speranza di redenzione. Il giovane Kent successivamente trova Tess con il volto ustionato, Zod è riuscita a sconfiggerla e a ridurla in fin di vita, Clark la porta in ospedale e Tess, per espiare le sue colpe, gli dice come usare il libro di Rao; nel frattempo i kandoriani hanno ormai cominciato l'attacco nelle principali città del mondo. Clark comunica ai suoi compagni la sua decisione di usare il libro di Rao; poco dopo lui e Lois hanno una discussione sul loro rapporto e la ragazza se ne va. Tess muore all'ospedale ma a questo punto un'anziana signora entra nella stanza. Oliver tenta di attivare il nuovo satellite per rintracciare i kandoriani, ma viene attaccato da qualcuno che non è un alieno. Lois capisce che Zod non è la "macchia" ma Clark la salva: la ragazza gli consegna il libro di Rao e i due si baciano, e Lois capisce che è Clark il vigilante. Questi riesce a far confessare a Zod sulla cima di un palazzo in presenza degli altri kandoriani l'omicidio di Faora: i kandoriani passano dalla sua parte e Clark attiva il portale, che li porterà sul loro nuovo pianeta, grazie al libro di Rao. Il portale fa in modo che i kandoriani lascino la Terra uno alla volta; rimangono solo Clarck e Zod in attesa di attraversare anche loro il portale, ma quest'ultimo sfodera un pugnale di kryptonite blu grazie al quale lui e Clark non risentono degli effetti del portale. Clark decide di farsi trafiggere dal pugnale di kriptonite blu e si getta dal palazzo, così da allontanare la kryptonite blu da Zod che riacquista e i suoi poteri e il portale lo richiama a sé e Zod è costretto ad abbandonare la Terra. Zod, disperato, urla mentre ascende, intanto Clark precipita dal grattacielo.
- Altri interpreti: Crystal Lowe (Vala), Adrian Holmes (Basqat), Phil Morris (John Jones/Martian Manhunter), Lee Thompson Young (Victor Stone/Cyborg), Michael Shanks (Carter Hall/Hawkman), Britt Irvin (Courtney Whitmore/Stargirl), Alaina Huffman (Dinah Lance/Black Canary).